# Chlaenius uzungwensis
Chlaenius uzungwensis is een keversoort uit de familie van de loopkevers (Carabidae). De wetenschappelijke naam van de soort is voor het eerst geldig gepubliceerd in 1951 door Pierre Basilewsky.
De soort werd gevonden in het Uzungwe-gebergte in zuid-centraal Tanzania. De kever is 13 mm lang. Hoofd en prothorax zijn roodbruin; dekschilden en abdomen zwart. De kever heeft een lang hoofd, grote, prominente ogen en lange voelsprieten.